# Hackescher Markt

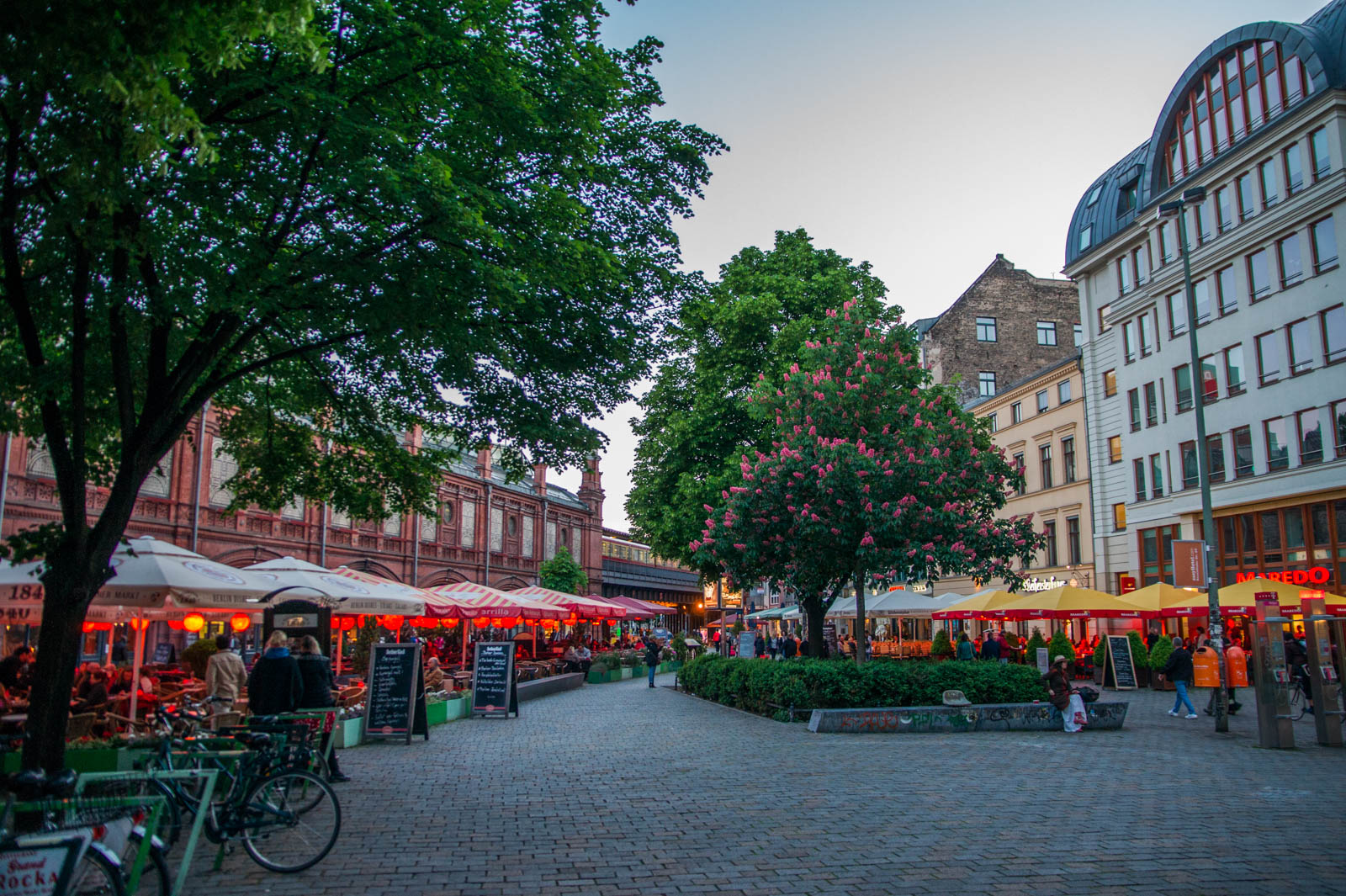
Vista de la plaça

Hackescher Markt és una plaça situada al centre de Berlín, al districte de Mitte.
Originalment hi havia un pantà al nord de les fortificacions de la ciutat camí de Spandau. El rei Frederic II de Prússia va dissenyar al voltant de 1750 una plaça mercat, en el marc de la vigilància de Hacke en un context d'expansió de la ciutat de Berlín cap al nord. L'any 1882 la plaça va rebre accés a la línia de S-Bahn a través de l'estació Hackescher Markt, aleshores anomenada "Börse" per la proximitat del mercat de valors. Posteriorment, durant l'època de la República Democràtica Alemanya, l'estació va ser reanomenada com a "Marx-Engels-Platz".
Si bé antigament havia sigut una zona bastant descuidada, després de la reunificació alemanya Hackescher Markt va esdevenir un centre cultural i comercial. Actualment es caracteritza pel conjunt dels seus vells edificis, l'estació de S-Bahn i el pati de Hackesche Höfe. Així mateix, compta amb una ampla zona de restauració i bars que impulsen la seua vida nocturna.
La plaça també és servida per diverses línies de tramvia i autobús nocturn. Se celebra un mercat setmanal tots els dijous i dissabtes.